# Heaton (Staffordshire)
Pour les articles homonymes, voir Heaton.
Heaton est un village et une paroisse civile du Staffordshire, en Angleterre.